# ماكس ماغنوس نورمان
ماكس ماغنوس نورمان (بالسويدية: Max Magnus Norman)‏ هو رسام سويدي، ولد في 30 يوليو 1973.